# Charles Rickett

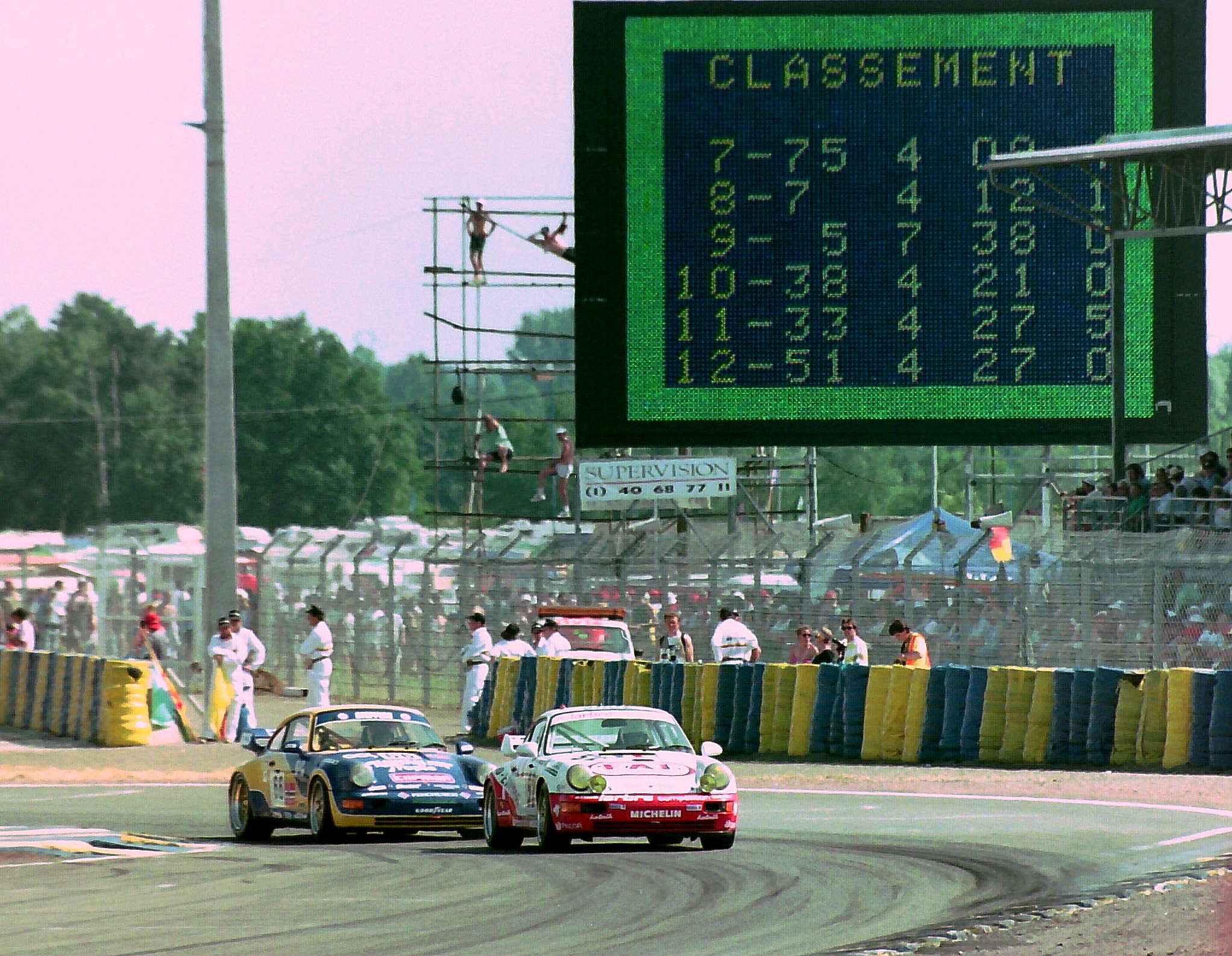
Der Porsche 911 Carrera RSR (im Hintergrund) von Charles Rickett, Harry Nuttall und Ray Bellm beim 24-Stunden-Rennen von Le Mans 1994

Charles Michael Rickett (* 13. Juni 1963 in London) ist ein britischer Unternehmer und ehemaliger Autorennfahrer. 

## Karriere als Rennfahrer
Charles Rickett begann seine Fahrerkarriere 1988 in der Britischen Formel-3-Meisterschaft. 1990 gewann er die Gesamtwertung der National-Klasse. Die internationale Meisterschaft gewann Mika Häkkinen.
Zwischen 1991 und 1994 bestritt Rickett ausschließlich Sportwagenrennen. Dreimal ging er beim 24-Stunden-Rennen von Le Mans ins Rennen. Sein Debüt gab er 1991 mit einem Ausfall durch Elektrikschaden am Spice SE89C. 1992 wurde er Gesamtelfter, 1994 schied er erneut aus. Sein größter Erfolg bei einem internationalen Rennen war der zweite Gesamtrang beim 1000-km-Rennen von Paris 1994.

## Unternehmer
1998 gründete Charles Rickett mit Partnern V12-Telekom, ein Unternehmen, das sich mit betrieblichen Kommunikationslösungen beschäftigt.

## Statistik

### Le-Mans-Ergebnisse
| Jahr | Team                    | Fahrzeug                | Teamkollege          | Teamkollege   | Platzierung | Ausfallgrund |
| ---- | ----------------------- | ----------------------- | -------------------- | ------------- | ----------- | ------------ |
| 1991 | Euro Racing Chamberlain | Spice SE89C             | Ferdinand de Lesseps | John Sheldon  | Ausfall     | Elektrik     |
| 1992 | Porsche Kremer Racing   | Porsche 962C            | Almo Coppelli        | Robin Donovan | Rang 11     |              |
| 1994 | Erik Henriksen          | Porsche 911 Carrera RSR | Harry Nuttall        | Ray Bellm     | Ausfall     | Motorschaden |

### Einzelergebnisse in der Sportwagen-Weltmeisterschaft
| Saison | Team          | Rennwagen   | 1   | 2   | 3   | 4   | 5   | 6   | 7   | 8   |
| ------ | ------------- | ----------- | --- | --- | --- | --- | --- | --- | --- | --- |
| 1991   | Euro Racing   | Spice SE89C | SUZ | MON | SIL | LEM | NÜR | MAG | MEX | AUT |
| 1991   | Euro Racing   | Spice SE89C | DNF |     |     |     |     |     |     |     |
| 1992   | Kremer Racing | Porsche 962 | MON | SIL | LEM | DON | SUZ | MAG |     |     |
| 1992   | Kremer Racing | Porsche 962 | 11  |     |     |     |     |     |     |     |